# Přírodní park Bohdalovsko
Přírodní park Bohdalovsko zaujímá část Českomoravské vrchoviny v západní části okresu Žďár nad Sázavou. Vyhlášen byl za účelem ochrany krajinného rázu, kterým je zejména přírodní, kulturní a historická charakteristika vymezeného území s vysokými biologickými a estetickými hodnotami. Rozloha parku je 6080 ha.

## Popis

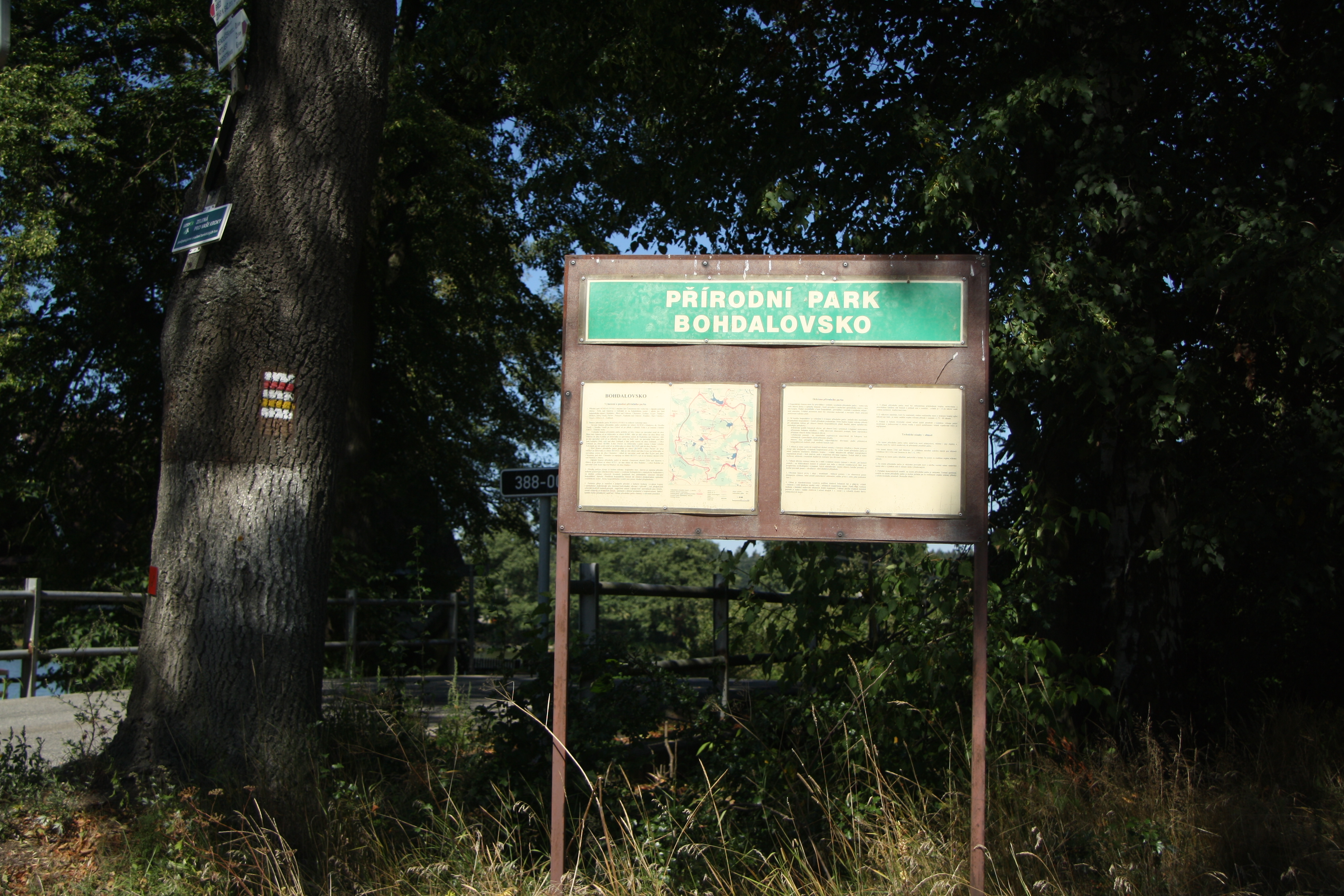
Cedule přírodního parku nedaleko rybníka Rendlíček u Březí nad Oslavou

Území přírodního parku spadá do geologické jednotky strážeckého moldanubika a nejčastějšími horninami zde jsou ruly, pararuly a migmatity. Nejčastějšími půdními typy jsou kambizemě dystrické a pseudogleje modální, místy i gleje. Od doby středověké kolonizace prošla zdejší krajina velkou obměnou. Původní bučiny s jedlí byly přeměněny na pole, louky a pastviny, zbytek lesů byl lidmi změněn do podoby zejména smrkových kultur. Olšiny na vlhčích místech, kolem potoků a na prameništích, byly často také vykáceny, dnes na jejich místě můžeme najít vlhké a rašelinné louky, zejména ale různě velké rybníky. Ty se časem staly organickou částí krajiny, byly kolonizovány typickou mokřadní vegetací a útočiště zde našla řada druhů živočichů. Až téměř do poloviny 20. století zde probíhalo tradiční hospodaření jako každoroční sečení většiny luk, častá byla pastva dobytka a to i toho drobného, rybníky byly pro zvýšení produkce ryb vypouštěny (tzv. letnění) a občas se nechaly zarůst, často bylo vyseto i obilí, po znovu napuštění byly takto přirozeně pohnojeny.
Během 20. století ale došlo k poměrně rychlé a velkoplošné změně využití krajiny, která trvá dodnes. Rybníky jsou často drženy "na plné vodě", jsou hnojeny a ryby v nich přikrmovány uměle, drobná pole byla scelena a hraniční meze rozorány, vlhké louky byly buď odvodněny melioracemi a často přeorány a následně dosety druhově chudou směsí kulturních travin, ty menší a hůře přístupné byly naopak opuštěny a mnoho z nich zcela zarostlo. Z lesů se staly takříkajíc "pole na smrkové dřevo". I když tyto změny postihly i Bohdalovsko, stále zde můžeme najít řadu zajímavých míst s výskytem vzácných druhů organismů. Některé z nich jsou chráněny v rámci maloplošných chráněných území jako PR Baba - V bukách jako porost původních bukových lesů a PP Laguna u Bohdalova ochraňující mokřady s bohatým výskytem obojživelníků. Pět lokalit je začleněno do sítě evropsky významných lokalit Natura 2000. Jednak již zmíněná Baba - V Bukách, dále pak Dolní rybník u Újezda, Rybníky u Rudolce, Znětínské rybníky a Fickův rybník.
U většiny z nich je společným jmenovatelem výskyt drobné travičky puchýřky útlé (Colenathus subtuilis), často doprovázené dalšími vzácnými druhy biotopu obnažených rybničních den, jako např. masnice vodní (Tillaea aquatica) či ostřice české (Carex bohemica). Dalším předmětem ochrany těchto lokalit je výskyt různých druhů obojživelníků, zejména čolka velkého (Triturus cristatus) a kuňky ohnivé (Bombina bombina). Na pobřeží rybníků je vázaná i vegetace rákosin a vysokých ostřic, ve kterých nalézá hnízdiště celá řada druhů ptáků. Místy lze najít i drobná rašeliniště s výskytem vachty trojlisté (Menyanthes trifoliata), bazanovce kytkokvětého (Naumburgia thyrsiflora) a zábělníku bahenního (Comarum palustre), na navazujících vlhkých loukách můžeme v květnu pozorovat kvetoucí exempláře prstnatce májového (Dactylorhiza majalis) a všivce lesního (Pedicularis sylvatica). V zachovalých potočních olšinách, jako např. podél Belfrídského potoka roste ozdobná drobná dřípatka horská (Soldanella montana). Z vodních rostlin je asi nejvýznamnější výskyt rdestu alpského (Potamogeton alpinus) a v rašelinných tůňkách bublinatky menší (Utricularia minor).

## Katastry obcí kde se přírodní park rozkládá
- Bohdalov
- Březí nad Oslavou
- Chroustov
- Kotlasy
- Kyjov
- Matějov
- Milíkov
- Nové Veselí
- Pavlov
- Pokojov
- Radostín nad Oslavou
- Rudolec
- Starý Telečkov
- Újezd u Žďáru nad Sázavou
- Znětínek